# Medina di Tunisi
La Medina è la parte più antica  di Tunisi, la capitale della Tunisia. Dal 1979 è un Patrimonio dell'umanità dell'UNESCO.
Nella Medina si trovano circa 700 monumenti, come diversi palazzi e moschee, tra le quali alcune non più esistenti:
- Moschea di Edabaghine;
- Moschea di Cheikh Rasaa;
- Moschea di El Ghassiroun;
- Moschea di Saida Msika;
- Moschea di Sidi Ali Ben Ziyad.

## Storia

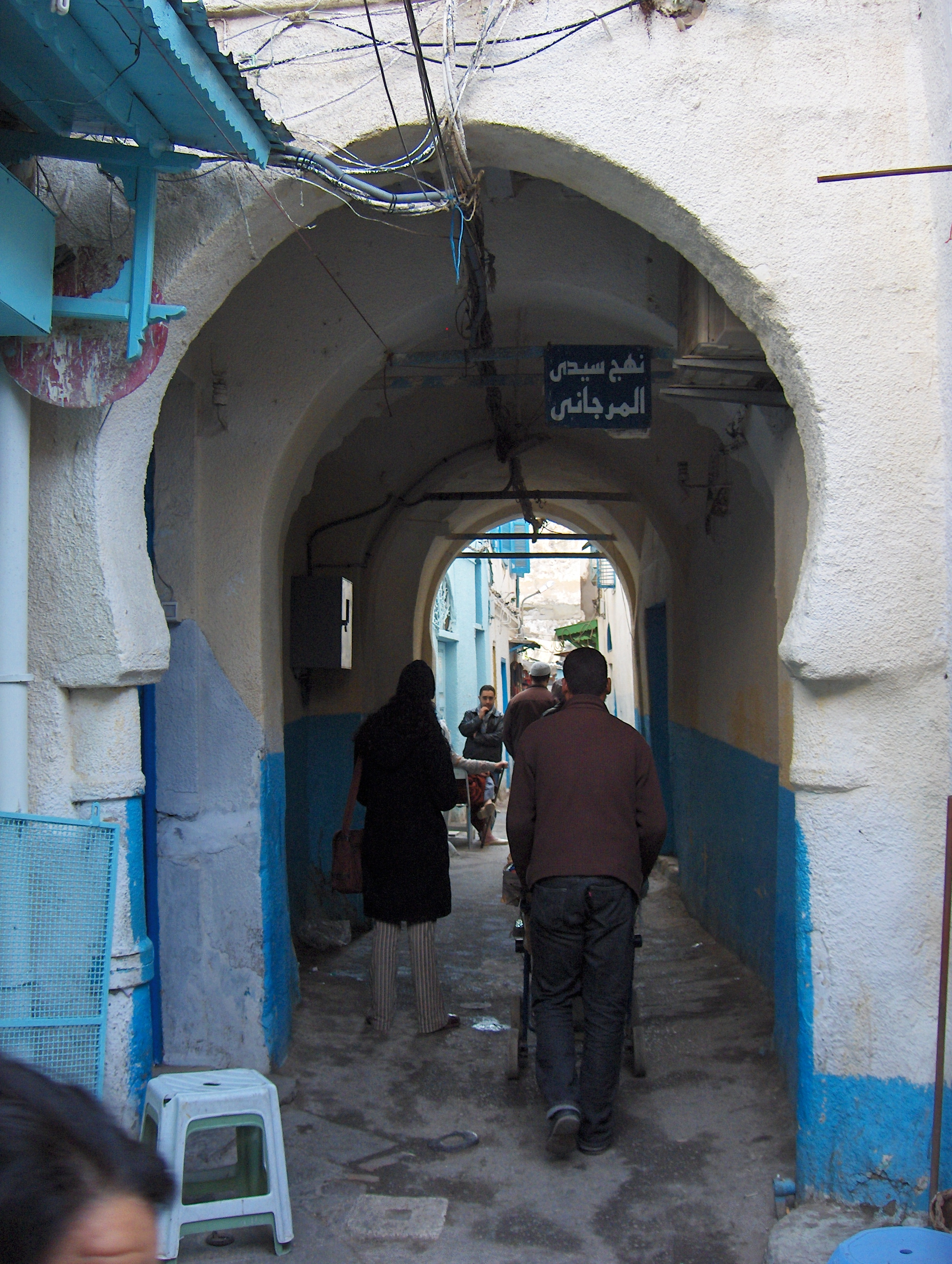
L'interno della medina

Fondata nel 698 attorno alla Moschea al-Zaytuna, durante tutto il Medioevo cresce verso nord e verso sud. Si possono quindi riconoscere, accanto al centro della Medina, un sobborgo a nord (Bab Souika) e uno a sud (Bab El Jazira).
Nell'epoca hafside la Medina diventa la capitale di un regno potente, un centro religioso, culturale ed economico aperto verso il Medio Oriente, il Maghreb, l'Africa e l'Europa.

## Struttura sociale e urbana
Con un'area di 270 ettari (a cui si aggiungono i 29 ettari del distretto della casba) e più di 100.000 abitanti, nella Medina vivono il dieci per cento degli abitanti dell'intera Tunisi.
La planimetria della Medina si caratterizza per un'assenza di regole geometriche o formali.
Il concetto di spazio pubblico è ambiguo, dal momento che le strade sono considerate un'estensione delle abitazioni e sono soggette a particolari norme sociali.